# طرخشقون تفافي
الطرخشقون التفافي (باللاتينية: Taraxacum sonchoides) أو الطرخشقون الجبلي نوع نباتي يتبع جنس الطرخشقون من القبيلة الهندباوية التابعة للفصيلة النجمية.

## البيئة والانتشار
موطنه بلاد الشام وتركيا وأرمينيا وأذربيجان.

## مرادفات للاسم العلمي
- (باللاتينية: Lasiopus sonchoides D. Don)
- (باللاتينية: Leontodon montanus C. A. Mey. [non Lam. 1779])